# Mocky
Dominic Salole (født 7. oktober 1974), bedre kendt som Mocky er en sangskriver, producer og musiker fra Canada.

## Diskografi

### Album
- 2002: In Mesopotamia
- 2004: Are + Be
- 2006: Navy Brown Blues
- 2009: Saskamodie
- 2015: Key Change
- 2018: Music Save Me (One More Time)
- 2018: A Day At United

### EP'er
- 2017: How To Hit What And How Hard
- 2016: The Moxtape Vol.3
- 2015: Living Time EP (The Moxtape Vol.2)
- 2013: Graveyard Novelas EP (The Moxtape Vol.1)

### Singler
- 2005: "Catch a Moment in Time"
- 2006: "Fightin' Away the Tears" (featuring Feist)
- 2006: "How Will I Know You?" (featuring Jamie Lidell)
- 2009: " Birds of a Feather "

### Soundtracks
- 2011: Ufo in Her Eyes
- 2019: Carole & Tuesday